# Charlotte Perrelliová
Anna Jenny Charlotte Nilssonová, známá jako Charlotte Perreli (dříve Charlotte Nilsson) (* 7. října 1974 Hovmantorp) je populární švédská zpěvačka a moderátorka. S písní „Take Me To Your Heaven“ zvítězila za Švédsko na Eurovision Song Contest 1999 v Jeruzalémě. Znovu vystoupila na Eurovision Song Contest 2008 v Bělehradě, kde s písní „Hero“ obsadila 18. místo. Perreli patří mezi nejpopulárnější švédské interpretky.

## Biografie

### Počátky (198–1998)
Charlotte Nilsson se narodila v malém městě Hovmantorp na jihu Švédska. Ve věku třinácti let začala vystupovat s lokální dansbandovou skupinou Bengt Ingvars. Po dokončení základního studia se přestěhovala do Växjö, kde nastoupila na střední uměleckou školu a stala se zpěvačkou formace Kendix.
V roce 1994 začala Nilsson vystupovat s populární dansbandovou skupinou Anders Engbergs, kterou opustila po vydání dvou alb v roce 1997, aby začala působit s ještě slavnějším tělesem – skupinou Wizex, v níž působila mimo jiné populární Kikki Danielsson. Díky tomu Charlotte poprvé vystupovala před velkým publikem v masivních koncertních síních. Kromě toho se objevila v televizním seriálu Vita Lögner.
V roce 1998 byli Wizex nominováni na cenu Grammis (švédský ekvivalent Grammy) za album Mot Nya Mål. Tehdy Charlotte poznala, že je čas osamostatnit se.

### Vítězství na Eurovizi (1999–2000)
Počátkem roku 1999 Charlotte zvítězila s písní „Tussen Och En Natt“ v soutěži Melodifestivalen, národním kole do Eurovision Song Contest. Po domácím vítězství zpěvačka v květnu reprezentovala Švédsko na mezinárodním finále v Jeruzalémě s anglickou verzí písně, „Take Me To Your Heaven“. Se ziskem 163 bodů zvítězila a její popularita v Evropě vzrůstala.
Po úspěchu na soutěži zpěvačka uspořádala turné po evropském kontinentu a Blízkém Východě. Současně se věnovala přípravám debutového alba Charlotte, které bylo kritikou velmi dobře přijato. V domovském Švédsku byla Charlotte časopisem Café zvolena nejatraktivnější umělkyní.
Na Eurovizi 2000 ve Stockholmu nevystoupila kvůli rozporům s pořadatelským vysílatelem SVT.

### Miss Jealousy,Gone Too Longa Melodifestivalen (2001–2005)
V roce 2001 bylo vydáno druhé album Miss Jealousy, na němž se zpěvačka daleko více ubírala rockovým směrem. Spolupracovali na něm Johan Åberg a Paul Rein, kteří pracovali mimo jiné pro Victorii Becham či Christinu Aguileru. Ve Švédsku se velmi populárními staly písně „You Got Me Going Crazy“ a „Light Of My Life“. Zpěvačka album podpořila turné po Evropě a Novém Zélandu.
Počátkem roku 2003 Nilsson vystoupila v televizi SVT spolu s Lenou Philipsson coby moderátorka prvního semifinále soutěže Melodifestivalen 2003. O rok později spolu s Peterem Settmanem a Olou Lindholmem odmoderovala celou soutěž. Zpěvačka navíc obdržela nabídku moderovat vlastní dětskou talentovou show na TV4, Super Troupers. Díky tomuto projektu se mimo jiné proslavila zpěvačka Amy Diamond.
Po vydání velmi úspěšného alba Gone Too Long se zpěvačka v létě 2004 připojila k řadě populárních hudebníků na turné Rhapsody In Rock-tour. Ten rok také porodila svého prvního syna Angela. Jeho otcem je švédsko-italský podnikatel Nicola Ingrosso, za něhož se Charlotte provdala v roce 2003. Vzápětí si oba změnili příjmení na Perrelli. Druhého syna Alessia zpěvačka porodila v roce 2005.

### I Din Röst(2006–2007)
V roce 2006 Perrelli vydala album I Din Röst na počest zesnulé zpěvačky Monicy Zetterlund. Coververze některých hitů této jazzové interpretky následně představila na největších švédských festivalech Monica Zetterlund a Nationaldagen. V říjnu pak moderovala pořad Tillsammans för världens barn. V létě 2007 se připojila k populárním umělcům (Linda Bengtzing, Molly Sandén či Lotta Engberg) na pódiu každoročně pořádaného turné Diggiloo. S novými písnmi vystoupila a festivalu Sommarkrysset a v pořadu Babban & Co.

### Melodifestivalen a Eurovize v Srbsku (2008–2009)
Počátkem roku 2008 se Perrelli zúčastnila Melodifestivalenu 2008 s popovou písní „Hero“ z pera Fredrika Kempeho a Bobbyho Ljunggrena. 15. března zvítězila ve finále soutěže ve stockholmské Globen Areně (dnes Avicii Arena), přestože od diváků získala až druhý nejvyšší počet hlasů (porazila ji Sanna Nielsen). Na první místo ji kvalifikovala odborná porota.
Coby reprezentantka Švédska na nadcházející Eurovision Song Contest 2008 Perrelli absolvovala propagační turné po Evropě, kde se píseň „Hero“ stala favoritem na vítězství. Jen ve Švédsku se několik týdnů držela na nejvyšších příčkách hitparády a stala se nejprodávanějším singlem roku 2008 (po Eurovizi obdržela platinovou desku za prodej 40 000 kopií). Stejnojmenné studiové album bylo vydáno koncem dubna.
22. května Perrelli vystoupila ve druhém semifinále Eurovize v Bělehradě, odkud postoupila do finále. Zde, ačkoliv byla favoritem soutěže, obsadila až 18. místo (maximální počet dvanácti bodů obdržela pouze od diváků na Maltě).
Po Eurovizi vydala singl „Bullet“ a v létě vystoupila v Pekingu během letních olympijských her a v domácím Švédsku na festivalech Sommarkrysset, Victoriadagen a Nationaldagen. Koncem října se Perrelli objevila jako hostující porotce a trenér účastníků pěvecké soutěže Idol 2008, a v listopadu bylo vydáno vánoční album Rimfrostjul.
Po sérii vánočních koncertů se zpěvačka se začátkem nového roku vrátila do Pekingu, kde vystoupila v několika televizních pořadech. Během roku pak plnila roli jednoho z porotců reality show Talang, do níž se vrátila i v následujících dvou řadách.

### Současnost (od 2010)
V červnu 2010 Perrelli spolu s Magnusem Carlssonem vydala singl k příležitosti svatby švédské korunní princezny Viktorie, „Mitt livs gemal“.
Počátkem roku 2012 se Perrelli opět zúčastnila Melodifestivalen, tentokrát s píní „The Girl“. Přes silnou favorizaci médií však ve čtvrtém semifinále obdržela až páté místo, a nepostoupila tak do finále ani do Druhé šance. Při příležitosti vydání stejnojmenného alba, které obsahovalo mimo jiné duet s belgickou zpěvačkou Kate Ryan, se do prodeje dostal parfém. Následně zpěvačka debutovala na pódiu opery v Malmö v roli Evy Perónové v muzikálu Evita.

## Osobní život a podnikání
Během let 2003–2009 byla Perrelli vdaná za švédského podnikatele italského původu Nicolu Ingrossa-Perrelliho. Jeho bratr Emilio je manželem další populární zpěvačky Pernilly Wahlgren. S Nicolou má Charlotte Perreli dva syny, Angela (* 2004) a Alessia (* 2005). Po dlouhodobých spekulacích švédských médií pár v červnu 2008 oznámil rozhodnutí rozejít se. Jejich rozvod byl ukončen v září 2009. V roce 2012 média odhalila vztah zpěvačky s obchodníkem Andersem Jensenem. V roce 2013 pár oznámil, že očekává narození potomka.
Perrelli patří mezi nejznámější vegetariánky ve Švédsku. Je autorkou dvou fitness brožur a vydala sérii nutričních přípravků.

## Diskografie

### Alba
- 1999: Charlotte
- 2001: Miss Jealousy
- 2004: Gone Too Long
- 2006: I din röst
- 2008: Hero
- 2008: Rimfrostjul
- 2012: The Girl
- 2013: Min barndoms jul
- 2017: Mitt liv

### Singly
- 1999: „Take Me to Your Heaven“
- 1999: „I Write You a Lovesong“
- 2000: „Damn You“
- 2001: „You Got Me Going Crazy“
- 2003: „Broken Heart“
- 2004: „Million Miles Away“
- 2006: „I din röst“ (promo single)
- 2007: „Jag är tillbaks“
- 2008: „Hero“
- 2008: „Bullet“
- 2012: „The Girl“
- 2012: „Little Braveheart“ (s Kate Ryan)
- 2012: „Just Not Tonight“
- 2015: „Bröllopsvalsen“
- 2016: „Här står jag“
- 2016: „Höstens sista blomma“
- 2017: „Mitt liv“
- 2019: „Diva to Diva“ (s Dana International)
- 2021: „Still Young“